# Denominace (peníze)
Denominace peněz je změna nominální hodnoty bankovek a mincí v oběhu. Obvykle se provádí, protože hodnota stávající měnové jednotky se stala kvůli inflaci tak malou, že reálně obíhají pouze velké nominální hodnoty. Denominace může být provedena z jiných důvodů, zejména politických jako je vstup do měnové unie, nebo decimalizace.
Vlastní denominace je považována za symbolickou, protože sama o sobě nemá žádný dopad na směnný kurz k jiným měnám. Může však mít psychologický dopad na obyvatelstvo tím, že symbolizuje ukončení období hyperinflace a nepřipomíná, jak moc ho inflace ovlivnila. Snížení počtu nul také zlepšuje image země v zahraničí.
Denominace může být součástí měnové reformy, kdy je doprovázena dalšími mocenskými zásahy, které mění hodnotu platidla (devalvace, revalvace) anebo trvale omezují výměnu starého oběživa za nové a snižují tím peněžní zásobu.
Po denominaci mívá nová jednotka stejný název jako stará jednotka s přidáním slova nový. Staré bankovky bývají nahrazeny novými, které obvykle přestanou být zákonným platidlem po skončení krátkého přechodného období. Slovo nový může a nemusí vymizet pár let po změně. Příkladem může být opakované používání názvu novi dinar při denominacích jugoslávského dináru v letech 1965, 1990 a 1994. Někdy nese jednotka zcela nový název nebo „recyklovaný“ název z předchozí denominace nebo z minulosti. Příklady mohou být argentinský austral, brazilský real a rakouský šilink.

## Inflace
Hlavní příčinou poklesu kupní síly peněžní jednotky je inflace. Přitom existuje celá řada politických důvodů, proč vláda s inflací nebojuje nebo nedenominuje měnu, i když její hodnota výrazně poklesla. Obecně bývá denominace realizována až v reakci na hyperinflaci, která progresivně zvyšuje nominální ceny produktů a služeb a snižuje reálnou hodnotu peněžní jednotky na místním trhu. Postupem času se ceny nadměrně zvyšují, což může bránit rutinním transakcím kvůli riziku a nepohodlnosti přenášení stohů bankovek nebo zátěži systémů, např. bankomatů, nebo protože lidská psychologie nezvládá dobře velká čísla. Výměna peněz přináší jisté ekonomické a sociální výhody, včetně vyšší efektivity při zpracování rutinních transakcí. 
Zavedení nové jednotky, která nahradí starou jednotku, může tento problém zmírnit přejmenováním spojeném s pevným počtem starých jednotek měněných za 1 novou jednotku. Pokud je důvodem denominace inflace, bývá směnný poměr mnohem větší než 1, obvykle kladná integrální mocnina 10 jako 100, 1 000 nebo 1 milion až do bodu, kdy se pro přehlednost používá vědecký zápis nebo se zmiňují dlouhé a krátké škály, aby bylo jasné, jaký druh miliardy nebo biliónu je míněn. Takový postup lze nazvat „řezáním nul“. Příkladem mohou být opakované denominace argentinské měny (1983 – 1 : 10 000, 1985 – 1 : 1 000, 1992 – 1 : 10 000) anebo zimbabwského dolaru (2006 – 1 : 1 000, 2008 – 1 : 10 000 000 000, 2009 – 1 : 10 000 000 000 000).
V případě chronické inflace, která má podle očekávání pokračovat, je otázkou volba  poměru mezi novou a starou měnou. Pokud se použije malý poměr, může být brzy vyžadována další denominace, což by znamenalo náklady ve finančním, účetním a počítačovém průmyslu. Velký poměr však může mít za následek nevhodně vysoké nebo nízké ceny v určitém okamžiku cyklu. V takovém případě může být vhodné volit poměr a×10n, kde a je jednociferné celé číslo a n je kladné celé číslo. Příkladem mohou být zavedení lotyšského latu v roce 1992 poměrem 1 lat = 200 lotyšských rublů anebo denominace ázerbájdžánského manatu v roce 2006 poměrem 1 : 5 000.
Dalším způsobem, jak stabilizovat měnu, je navázat novou jednotku na cizí tvrdou měnu, případně na drahé kovy. Potom převodní poměr nebývá celé číslo. Příkladem mohou být zavedení brazilského realu v roce 1994 navázáním na americký dolar převodním poměrem 1 : 2 750 anebo zimbabwského zlatého v roce 2024 navázáním na cenu zlata převodním poměrem 1 : 2 498,7242.

## Decimalizace
První desetinný poměr mezi měnovými jednotkami je zaznamenán v Rusku, když v roce 1534 bylo 100 novgorodských kopějek rovno jednomu moskevskému rublu. Dělení základní jednotky na 100 dílčích se v Rusku udrželo a v roce 1795 ho zavedla revoluční Francie. Většina zemí zavedla decimální dělení svých měn v 19. století, což např. Rakouské císařství provedlo v roce 1857. Ve 20. století zůstalo ještě hodně měn, jejichž dílčí jednotky nebyly desítkové násobky 1⁄10, převážně to byly ty, které vycházely z karolínského měnového systému: 1 libra = 20 solidů = 240 denárů. Tento systém zmizel ve druhé polovině 20. století, kdy byly opuštěny místní libry: Jihoafrická unie 1960 – rand, Austrálie 1966 – dolar, Nový Zéland 1967 – dolar, a v roce 1971 decimalizovala britská libra.
V roce 2020 byly pouze dvě měny založené na jiném poměru dělení než desetinném, a to mauritánská ukijá a malgašský ariary, přičemž každá z nich se dělí na pět nižších jednotek.

## Měnová unie
Nutnost denominace vzniká při vytváření měnové unie. Konverzní poměr pak nebývá zaokrouhlené číslo a může být menší než 1. Nejznámější denominací v důsledku vstupu do měnové unie je přechod na euro, kde se konverzní poměr pohybuje v rozmezí od 0,4293 pro maltskou liru po 1 936,27 pro italskou liru.